# Переулок Радищева (Санкт-Петербург)
Переулок Ради́щева — улица в центре Санкт-Петербурга. Проходит от Кирочной улицы до улицы Рылеева и Преображенской площади.

## История
- Первоначально — Церковный переулок (с 1836 года). Название дано по Спасо-Преображенскому собору (Преображенская площадь, дом 1).
- До 1846 года — 3-й Церковный переулок для отличия от 1-го и 2-го Церковных переулков.
- В справочнике 1844 года обозначен как Спасский переулок. Название дано по Спасо-Преображенскому собору.
- С 6 октября 1923 года до 1935 года — Радищев переулок. Назван в честь А. Н. Радищева.
- С 1925 года — современное название.